# Philippe Bernaerdt
Philippe Bernaerdt (c. 1620 - Brugge, 18 augustus 1683) ook Beernaerts of Bernaert, was een Zuid-Nederlandse schilder, vooral in Brugge gevestigd.

## Levensloop
Bernaerdt werd in 1677 in Brugge als vrijmeester in het gilde van meester-schilders aanvaard. Hij leefde van ca. 1620 tot 1683. De bekende data zijn die van zijn schilderwerk dat zich situeert tussen 1660 en 1679. Het is duidelijk dat hij al een hele tijd in Brugge werkte voor hij in het schildersgilde werd opgenomen.

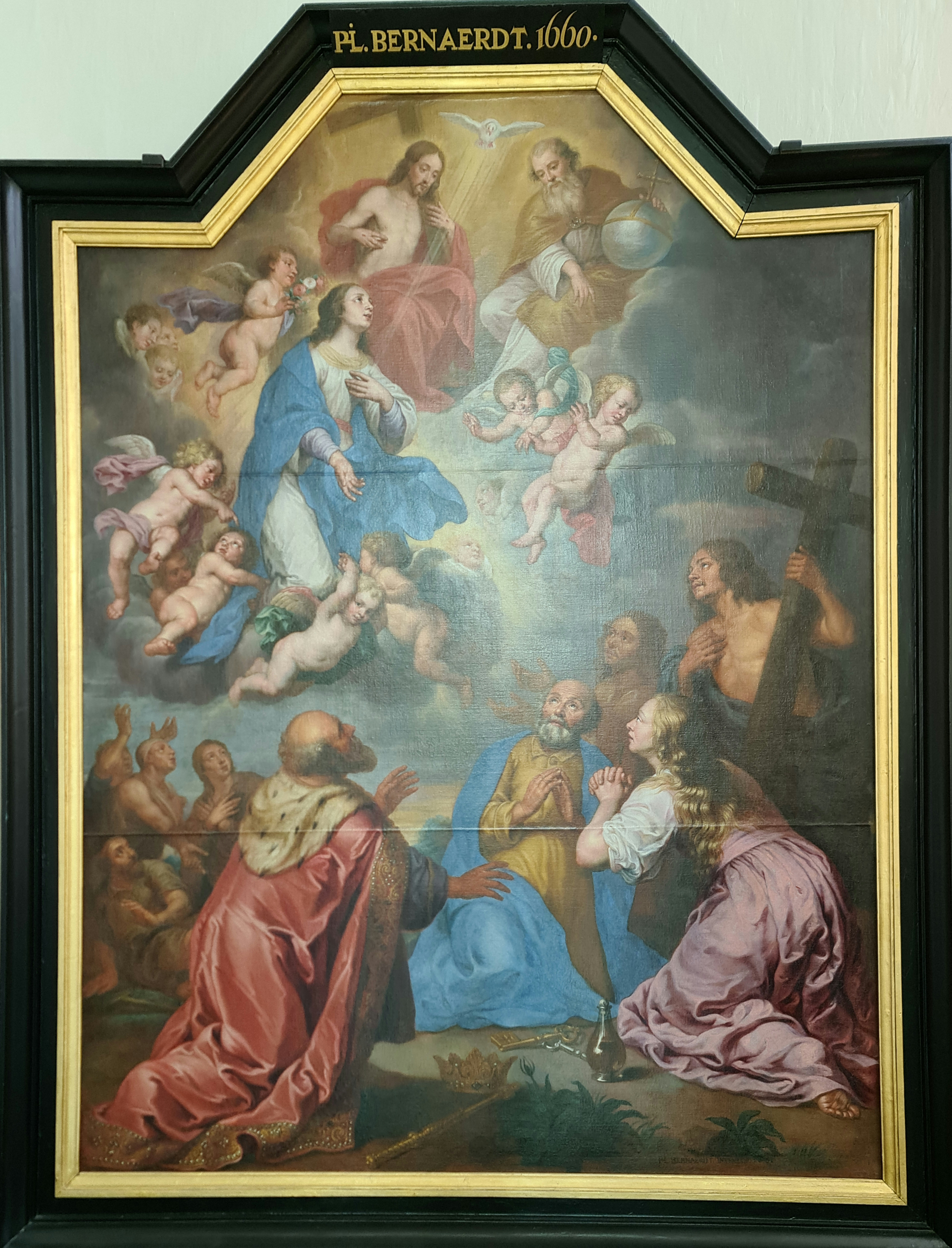
Voorspraak van Maria (Onze-Lieve-Vrouwekerk (Brugge)
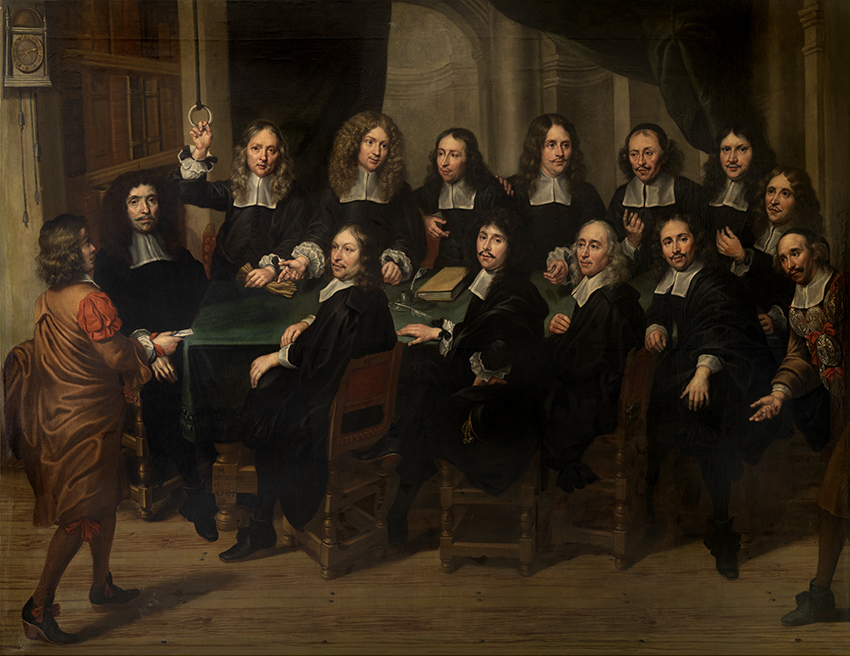
Het bestuur van het Brugse chirurgijnsambacht (1677)
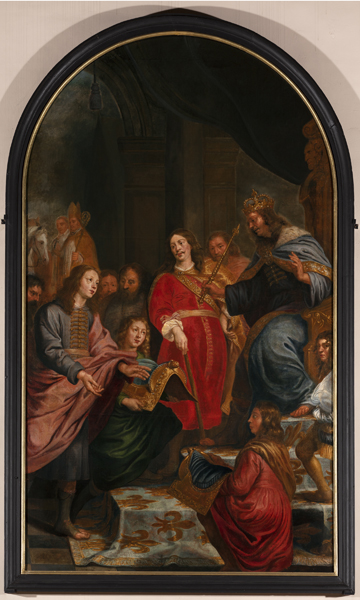
De eerlijkheid van de heilige Eliigius (Kruishoutem)

## Werk
- Onze-Lieve-Vrouw van Smarten en de zielen van het vagevuur (1674), bewaard in de Brugse Sint-Jakobskerk.
- De Raad van de Brugse chirurgijnen (1677), gedateerd en gesigneerd door Philips Bernaert, portretteerde het dozijn Brugse chirurgijnen, onder het voorzitterschap van Thomas Montanus.
- De anatomische les (1679) is een werk uitgevoerd in de Hollandse trant. Het herinnerde aan de eerste les in de ontleedkunde die in 1679 in Brugge werd gehouden. Op het document dat de bestelling bevestigde werd de schilder genoemd als Philips Bernaert.
- Tussenkomst van Onze Lieve Vrouw voor het mensdom ook bekend als Maria, toevlucht van de zondaars ( ) bewaard in de Brugse Onze-Lieve-Vrouwekerk. Tussen de aarde en de hemel zweeft Maria op wolken, omgeven door engelen. Zij bemiddelt tussen de Heilige Drie-eenheid en de mensen op aarde. Koning David, de apostel Petrus en Maria Magdalena, drie grote zondaars die vergiffenis kregen, zijn er te zien.